# Willem Biebauc
Willem Biebaut (Tielt, ca. 1470 - ?, 1535) of Willem Biebauc was generaal-overste van de kartuizers.

## Levensloop
Biebaut deed studies, die Hendrik Demarest omschreef als 'schitterend', aan de Universiteit Leuven en doceerde vervolgens godgeleerdheid in Gent.
In 1500 sloeg onverwacht de bliksem in op de school waar hij les aan het geven was en een aantal studenten raakte gewond. Biebaut was hiervan zodanig onder de indruk dat hij besliste monnik te worden. Hij trad toe tot het kartuizerklooster 's Koningsdale (Val-Royal) in Gent. In 1521 werd hij tot generale overste van de kartuizers verkozen onder de naam Guillaume IV. Dit betekende dat hij zijn intrek nam in het moederhuis van de kartuizers, het klooster Grande Chartreuse. Hij is er zeer waarschijnlijk overleden.

## Werken
Biebauc liet als teksten na:
- godsdienstige geschriften;
- twee Latijnse gedichten ter ere van de heilige Joachim (1534).